# Josefine Cronholm
Josefine Cronholm, född 13 maj 1971 i Småland, är en svensk sångare och kompositör.
Josefine Cronholm utbildade sig i sång 1995–2000 vid Rytmisk Musikkonservatorium i Köpenhamn. Hon solodebuterade 2000 på albumet Natsange med pianisten Frans Bak och fick år 2003 utmärkelsen Jazz i Sverige. Hon är bosatt i Köpenhamn.
Hennes skiva Songs of the Falling Feather fick goda recensioner och beskrevs bland annat som "en omutlig skönhet".

## Diskografi
- 1998 – Giraf med New Jungle Orchestra (Da Capo)
- 2000 – Natsange med Frans Bak (Stunt Records)
- 2001 – Zig Zag Zimfoni med New Jungle Orchestra (Stunt Records)
- 2001 – Red Shoes med String Swing (Stunt Records)
- 2001 – Poetic Justice med Anker/Mazur/Crispell (Da Capo)
- 2001 – Wild Garden med Ibis (Stunt Records)
- 2002 – All the Birds med Marilyn Mazur (Stunt Records)
- 2003 – Hotel Paradise med Ibis (Stunt Records under licens av Caprice Records)
- 2004 – Cheek to Cheek med New Jungle Orchestra (Stunt Records)
- 2004 – Blue Hat med String Swing (Stunt Records)
- 2006 – Easy Jazz (Fønix Musik)
- 2007 – Nordic Voices (ACT)
- 2008 – Wood Blood med Thommy Andersson (Gateway Music)
- 2009 – Live at Skuespillerhuset med New Jungle Orchestra (Steeplechase)
- 2009 – Pending Dialogs med Thommy Andersson (Gateway Music)
- 2009 – Amanhã I morron Tomorrow med Steen Rasmussen (Calibrated)
- 2010 – Songs of the Falling Feather (ACT)
- 2011 – Celestial Circle med Marilyn Mazur (ECM)
- 2013 – Archipelago med Paolo Russo och Thommy Andersson (Gateway Music)